# Ceradenia madidiensis
Ceradenia madidiensis är en stensöteväxtart som beskrevs av M. Kessler och A. R. Sm. Ceradenia madidiensis ingår i släktet Ceradenia och familjen Polypodiaceae. Inga underarter finns listade.